# IndiGo

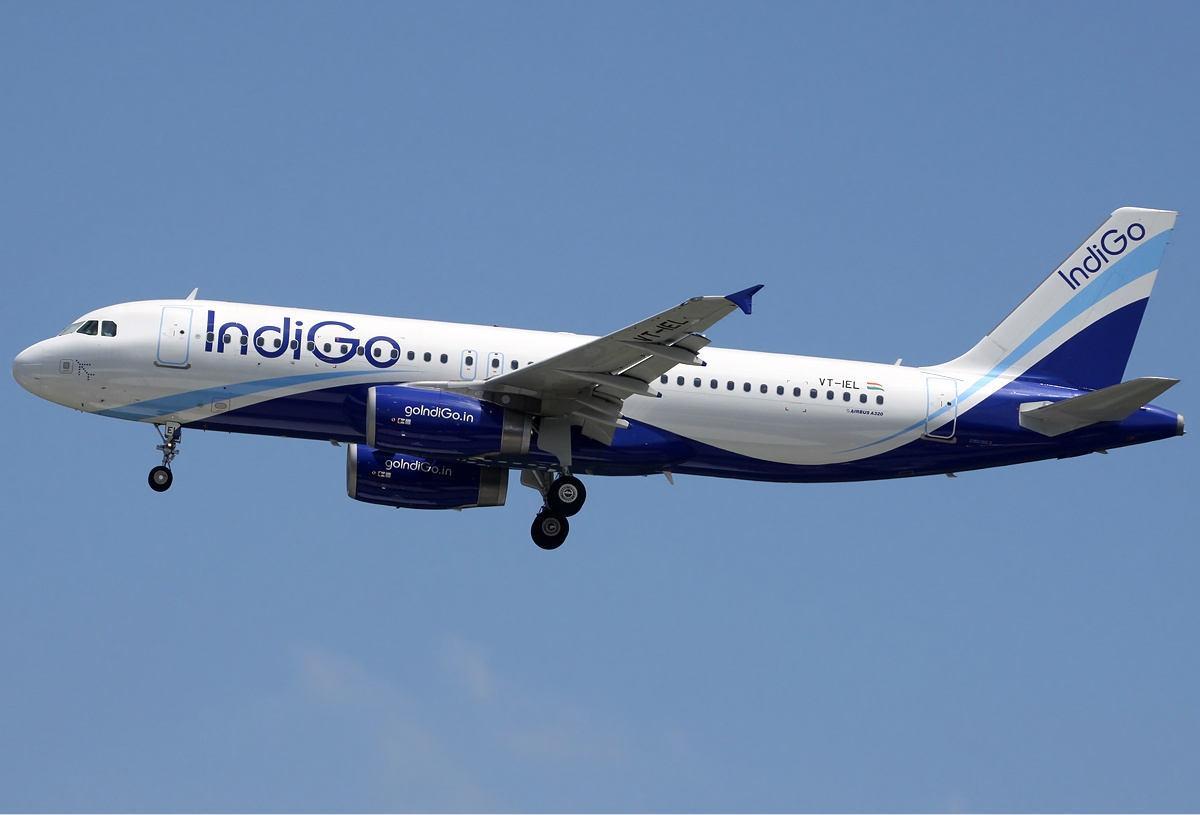
IndiGoの機体

IndiGo（インディゴ）は、インドの格安航空会社。2025年4月時点で、フラッグキャリアであるエア・インディアを抑え、国内市場シェアの64.1%を有している。

## 歴史
- 2005年、在米インド人のラケシュ・ガンワル（英語版）と、インド国内企業の出資によって設立された。
- 2005年6月、エアバスA320-200型機を100機を確定発注[2]。
- 2006年7月28日、初号機となるエアバスA320を受領した。
- 2006年8月4日からニューデリー-グワハティー-インパール間で運航を開始した。
- 2010年12月、国営のエア・インディアの市場シェアを抜き、キングフィッシャー航空、ジェットエアウェイズに次ぐ、インド第3位の航空会社となった[3]。
- 2011年、エアバスA320型機180機を約150億ドルで追加発注した[4]。
- 2011年1月、運航開始から5年となり、国際線の就航が許可された[5]。9月からは国際線運航を開始した。
- 2012年8月、インドの航空市場シェアで1位に浮上[6][7]。
- 2014年11月、保有機材が100機に到達した。なお、2005年発注分が完納となったが、2011年発注分の180機が未納である[8]。
- 2015年8月、270億ドル相当ので、エアバスA320neo型機250機を発注した。この発注は、単一の発注としてはエアバス史上最大規模となった[9]。
- 2017年11月、ATR 72-600を導入。
- 2019年10月、23億ルピー(270億米ドル)相当で、エアバスA320neo型機300機を追加発注し、自社の持つエアバス史上最大の単一受注記録をさらに上回った[10]。
- 2023年2月、初のワイドボディ機であるボーイング777-300ERをウェットリースで導入した。
- 2023年6月、エアバスA320neoファミリーを500機発注した。この発注は、民間航空史上最大となった[11]。
- 2024年4月、エアバスA350-900型機30機を発注し、ワイドボディ機を初めて自社発注した。
- マレーシアとインドの主要ハブ間で接続性を向上させるため、マレーシア航空と戦略的コードシェアパートナーシップを2024年10月16日に正式に締結[12]。
- 2024年12月16日より、デリーおよびベンガルール発着のインド国内線30路線を対象に、日本航空(JAL)とコードシュア提携を開始した[13][14]。

## 機材

### 現在の運航機材
| 機材名              | 保有数 | 発注数 | 座席数 | 座席数 | 座席数 | 備考                                     |
| 機材名              | 保有数 | 発注数 | C      | Y      | 計     | 備考                                     |
| ------------------- | ------ | ------ | ------ | ------ | ------ | ---------------------------------------- |
| エアバスA320-200    | 27     | -      | -      | 180    | 180    |                                          |
| エアバスA320neo     | 186    | 237    | -      | 180    | 180    | 世界最大のオペレーター                   |
| エアバスA320neo     | 186    | 237    | -      | 186    | 186    | 世界最大のオペレーター                   |
| エアバスA321neo     | 23     | 22     | 12     | 208    | 220    | 2025年までに受領予定                     |
| エアバスA321neo     | 117    | 557    | -      | 222    | 222    |                                          |
| エアバスA321neo     | 117    | 557    | -      | 232    | 232    |                                          |
| エアバスA321XLR     | -      | 69     | 未定   | 未定   | 未定   | 2025年より受領予定                       |
| エアバスA350-900    | -      | 60     | 未定   | 未定   | 未定   | 2027年より受領予定 40機のオプション付き  |
| ATR 72-600          | 48     | -      | -      | 78     | 78     |                                          |
| ボーイング737-8 MAX | 6      | -      | 8      | 168    | 176    | カタール航空からのリース                 |
| ボーイング777-300ER | 2      | -      | 7      | 524    | 531    | ターキッシュ エアラインズからのリース    |
| ボーイング787-9     | 1      | 5      | 56     | 282    | 338    | ノース・アトランティック航空からのリース |
| IndiGo CarGo        |        |        |        |        |        |                                          |
| エアバスA321-200P2F | 3      | 1      | 貨物   | 貨物   | 貨物   |                                          |
| 合計                | 413    | 951    |        |        |        |                                          |

2019年にA320neoファミリーを300機発注し、史上最大の単独発注数記録を樹立した。さらに、2023年6月19日、パリ航空ショーの中で、エアバスへA320neoファミリー500機を確定発注したことを発表し、自社の持つ航空会社の単独発注数を塗り替え、史上最大となった。

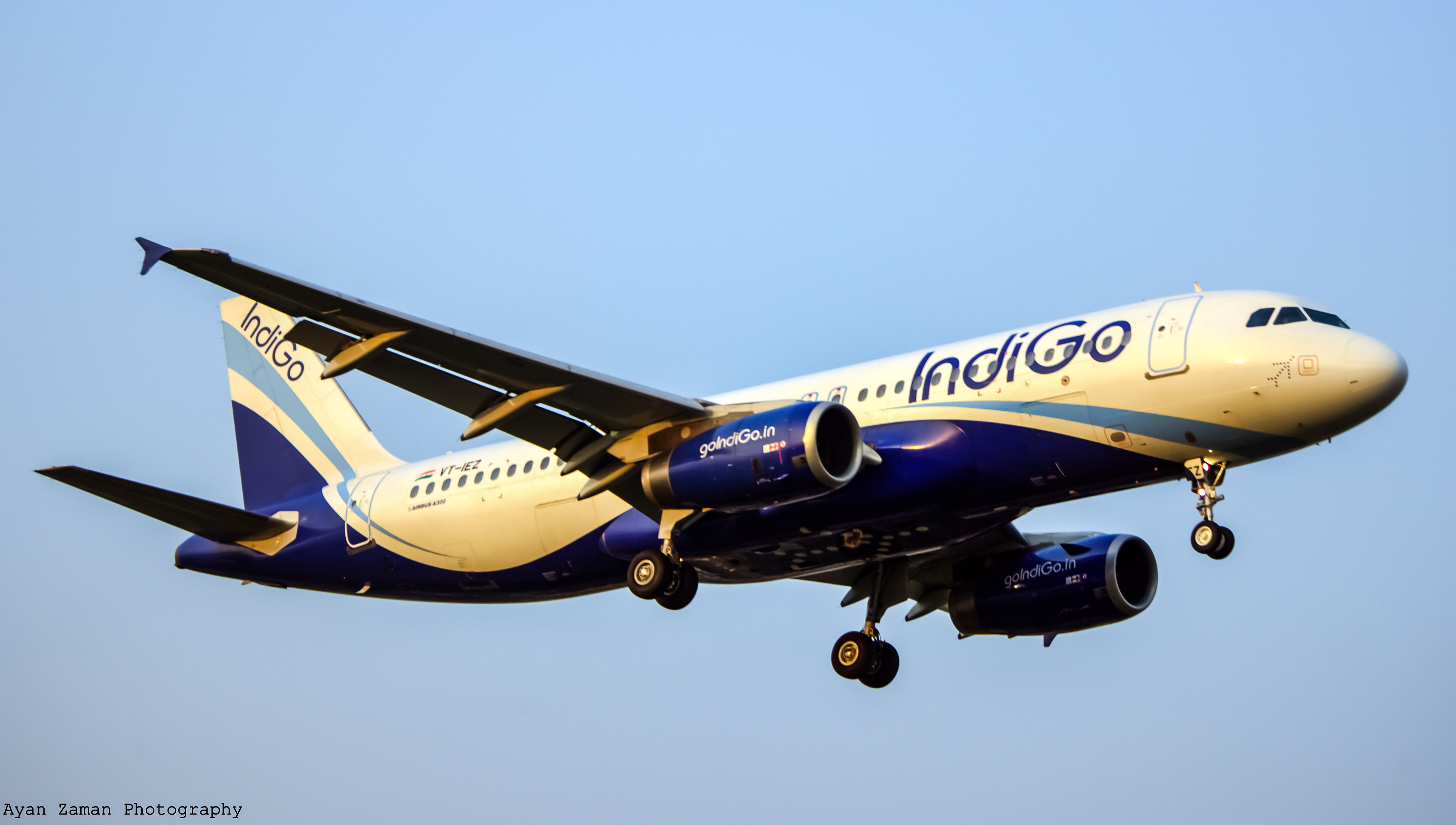
エアバスA320-200
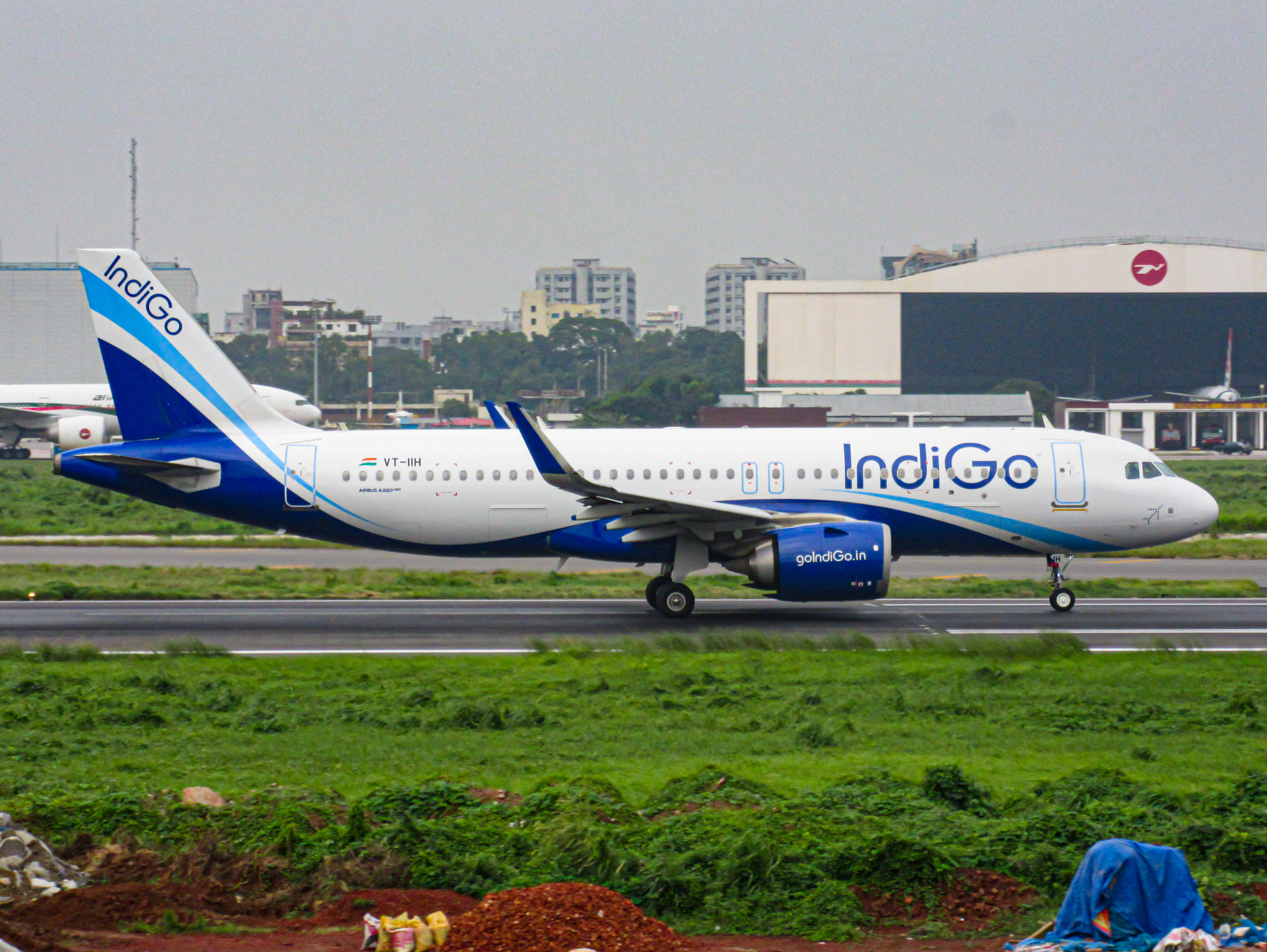
エアバスA320neo
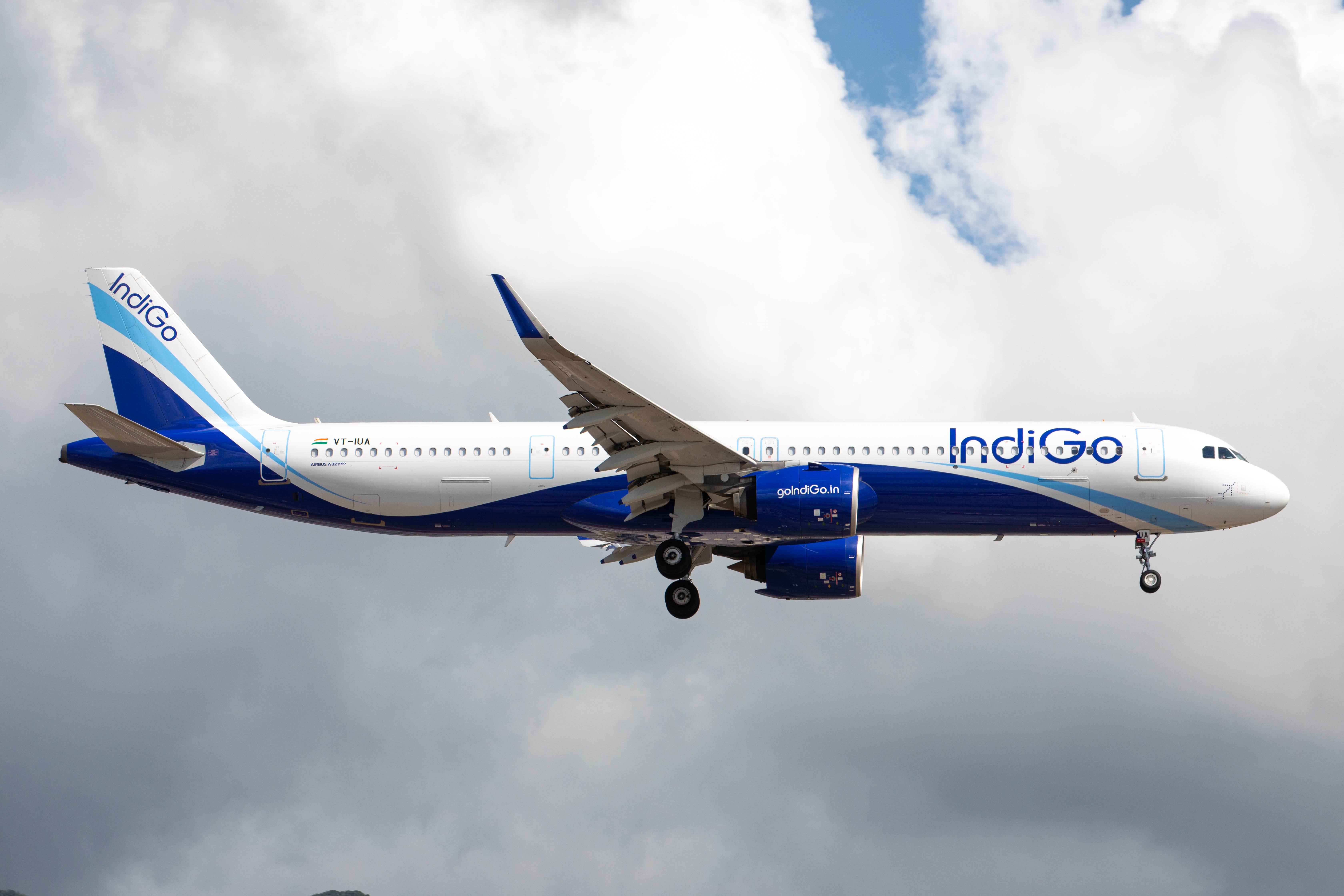
エアバスA321neo
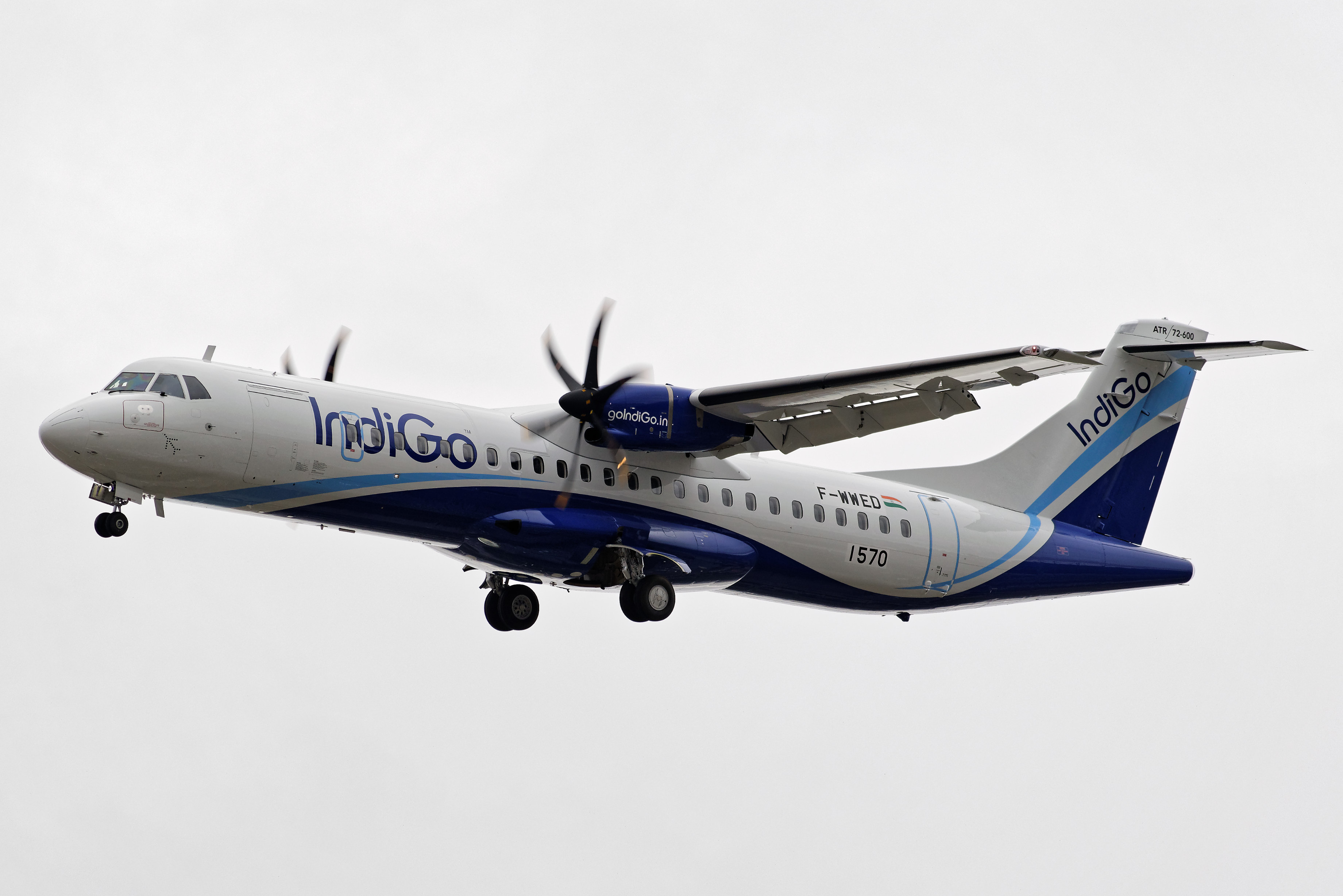
ATR 72-600

### 過去の運航機材
- ボーイング737-800

## 就航都市
| IndiGo 就航都市 (2019年10月現在)    | IndiGo 就航都市 (2019年10月現在) | IndiGo 就航都市 (2019年10月現在)                      | IndiGo 就航都市 (2019年10月現在) |
| ----------------------------------- | -------------------------------- | ----------------------------------------------------- | -------------------------------- |
| 州・国名                            | 都市                             | 空港名                                                | 特記                             |
| インド 国内線 91空港、563路線に就航 |                                  |                                                       |                                  |
| デリー首都圏                        | デリー                           | インディラ・ガンディー国際空港                        | ハブ空港                         |
| アーンドラ・プラデーシュ州          | ラージャムンドリー               | ラージャムンドリー空港                                | —                                |
| アーンドラ・プラデーシュ州          | ティルパティ                     | ティルパティ空港                                      | —                                |
| アーンドラ・プラデーシュ州          | ヴィジャヤワーダ                 | ヴィジャヤワーダ空港                                  | —                                |
| アーンドラ・プラデーシュ州          | ヴィシャーカパトナム             | ヴィシャーカパトナム空港                              | —                                |
| アッサム州                          | ディブルガール                   | ディブルガール空港                                    | —                                |
| アッサム州                          | グワーハーティー                 | ロクプリヤ・ ゴピナート・ボルドロイ国際空港           | —                                |
| アッサム州                          | ジョールハート                   | ジョールハート空港                                    | —                                |
| アッサム州                          | シルチャル                       | シルチャル空港                                        | —                                |
| ビハール州                          | パトナ                           | ジャイ・プラカシュ・ナラヤン国際空港                  | —                                |
| ビハール州                          | ガヤ                             | ガヤ空港                                              | —                                |
| チャンディーガル連邦直轄領          | チャンディーガル                 | チャンディーガル空港                                  | —                                |
| チャッティースガル州                | ラーイプル                       | スワミ・ヴィヴェカナンダ空港                          | —                                |
| ゴア州                              | ゴア                             | ダボリム空港                                          | —                                |
| グジャラート州                      | アフマダーバード                 | サルダール・ヴァッラブバーイー・パテール国際空港      | ハブ空港                         |
| グジャラート州                      | スーラト                         | スーラト国際空港                                      | —                                |
| グジャラート州                      | ヴァドーダラー                   | ヴァドーダーラー空港                                  | —                                |
| ジャンムー・カシミール州            | ジャンムー                       | ジャンムー空港                                        | —                                |
| ジャンムー・カシミール州            | シュリーナガル                   | シュリーナガル空港                                    | —                                |
| ジャールカンド州                    | ラーンチー                       | ブリサムンダ空港                                      | —                                |
| カルナータカ州                      | ベンガルール                     | ケンペゴウダ国際空港                                  | ハブ空港                         |
| カルナータカ州                      | フブリ・ダールワール             | フブリ空港                                            | —                                |
| カルナータカ州                      | マンガロール                     | マンガロール国際空港                                  | —                                |
| カルナータカ州                      | マイソール                       | マイソール国際空港                                    |                                  |
| ケーララ州                          | カンヌール                       | カンヌール国際空港                                    | —                                |
| ケーララ州                          | コーチ                           | コーチ国際空港                                        | —                                |
| ケーララ州                          | コーリコード                     | カリカット国際空港                                    | —                                |
| ケーララ州                          | ティルヴァナンタプラム           | トリバンドラム国際空港                                | —                                |
| マディヤ・プラデーシュ州            | インドール                       | デーヴィー・アヒリヤー・バーイー・ホールカル空港      | —                                |
| マディヤ・プラデーシュ州            | ボーパール                       | ラジャ・ボジ空港                                      | —                                |
| マディヤ・プラデーシュ州            | ジャバルプル                     | ジャバルプル空港                                      | —                                |
| マハーラーシュトラ州                | ムンバイ                         | チャトラパティ・シヴァージー国際空港                  | ハブ空港                         |
| マハーラーシュトラ州                | ナーグプル                       | ドクター・バーバー・サーハブ・ アンベードカル国際空港 | —                                |
| マハーラーシュトラ州                | プネー                           | プネー国際空港                                        | —                                |
| マハーラーシュトラ州                | コールハープル                   | コールハープル空港                                    | —                                |
| マハーラーシュトラ州                | シールディ                       | シールディ空港                                        |                                  |
| マニプル州                          | インパール                       | インパール国際空港                                    | —                                |
| ナガランド州                        | ディマプール                     | ディマプール空港                                      | —                                |
| オリッサ州                          | ブヴァネーシュヴァル             | ビジュー・パトナイク国際空港                          | —                                |
| パンジャーブ州                      | アムリトサル                     | シュリー・グル・ラーム・ダース・ジー国際空港          | —                                |
| ラージャスターン州                  | ジャイプール                     | ジャイプール国際空港                                  | —                                |
| ラージャスターン州                  | ジョードプル                     | ジョードプル空港                                      | —                                |
| ラージャスターン州                  | ウダイプル                       | マハラナ・プラタップ国際空港                          | —                                |
| タミル・ナードゥ州                  | チェンナイ                       | チェンナイ国際空港                                    | ハブ空港                         |
| タミル・ナードゥ州                  | コインバトール                   | コインバトール国際空港                                | —                                |
| タミル・ナードゥ州                  | マドゥライ                       | マドゥライ国際空港                                    | —                                |
| タミル・ナードゥ州                  | ティルチラーパッリ               | ティルチラーパッリ国際空港                            | —                                |
| タミル・ナードゥ州                  | ツチコリン                       | ツチコリン空港                                        | —                                |
| テランガーナ州                      | ハイデラバード                   | ラジーヴ・ガンディー国際空港                          | ハブ空港                         |
| トリプラ州                          | アガルタラ                       | アガルタラ空港                                        | —                                |
| ウッタラーカンド州                  | デヘラードゥーン                 | ジョリー・グラント空港                                | —                                |
| ウッタル・プラデーシュ州            | イラーハーバード                 | イラーハーバード空港                                  | —                                |
| ウッタル・プラデーシュ州            | ゴーラクプル                     | ゴーラクプル空港                                      | —                                |
| ウッタル・プラデーシュ州            | ラクナウ                         | チョードリー・チャラン・シン空港                      | —                                |
| ウッタル・プラデーシュ州            | ヴァーラーナシー                 | ラール・バハードゥル・シャーストリー空港              | —                                |
| 西ベンガル州                        | シリグリ（バグドグラ）           | バグドグラ空港                                        | —                                |
| 西ベンガル州                        | コルカタ                         | ネータージー・スバース・チャンドラ・ボース国際空港    | ハブ空港                         |
| アンダマン・ニコバル諸島連邦直轄領  | ポートブレア                     | ビアー・サバーカー国際空港                            | —                                |
| 国際線 23カ国 117路線に就航         |                                  |                                                       |                                  |
| バングラデシュ                      | ダッカ                           | シャージャラル国際空港                                | —                                |
| 中国                                | 成都                             | 成都双流国際空港                                      | —                                |
| 中国                                | 広州                             | 広州白雲国際空港                                      |                                  |
| 香港                                | 香港                             | 香港国際空港                                          | —                                |
| クウェート                          | クウェート市                     | クウェート国際空港                                    | —                                |
| マレーシア                          | クアラルンプール                 | クアラルンプール国際空港                              | —                                |
| モルディブ                          | マレ                             | ヴェラナ国際空港                                      | —                                |
| ミャンマー                          | ヤンゴン                         | ヤンゴン国際空港                                      | —                                |
| ネパール                            | カトマンズ                       | トリブバン国際空港                                    | —                                |
| オマーン                            | マスカット                       | マスカット国際空港                                    | —                                |
| カタール                            | ドーハ                           | ハマド国際空港                                        | —                                |
| サウジアラビア                      | ダンマーム                       | キング・ファハド国際空港                              |                                  |
| サウジアラビア                      | ジッダ                           | キング・アブドゥルアズィーズ国際空港                  | —                                |
| サウジアラビア                      | リヤド                           | キング・ハーリド国際空港                              |                                  |
| シンガポール                        | シンガポール                     | シンガポール・チャンギ国際空港                        | —                                |
| スリランカ                          | コロンボ                         | バンダラナイケ国際空港                                | —                                |
| タイ                                | バンコク                         | スワンナプーム国際空港                                | —                                |
| タイ                                | プーケット                       | プーケット国際空港                                    | —                                |
| トルコ                              | イスタンブール                   | アタテュルク国際空港                                  | —                                |
| アラブ首長国連邦                    | アブダビ                         | アブダビ国際空港                                      | —                                |
| アラブ首長国連邦                    | ドバイ                           | ドバイ国際空港                                        | —                                |
| アラブ首長国連邦                    | シャールジャ                     | シャールジャ国際空港                                  | —                                |
| ベトナム                            | ハノイ                           | ノイバイ国際空港                                      | —                                |
| ベトナム                            | ホーチミンシティ                 | タンソンニャット国際空港                              |                                  |
| イギリス                            | マンチェスター                   | マンチェスター空港                                    |                                  |
| オランダ                            | アムステルダム                   | アムステルダム・スキポール空港                        |                                  |

## サービス
- 一部のエアバスA321neoと他社からウェットリースしている機材を除いて、エコノミークラスのみが設定されている。
- 機内食は追加料金で購入可能だが、機体にオーブンを装備していないため、ホットミールは提供していない。なお、全フライトでナッツを提供している。
- 機内エンターテイメントサービスは提供していない。
- 2019年9月、同社はオンデマンドビデオアプリであるSonyLIVとの提携を発表し、乗客に機内や空港でのエンターテイメントオプションを提供した。
- 2024年には、導入しているエアバスA321neoに、ビジネスクラスシート「IndiGoStretch」の搭載を開始した。無料で食事を提供し、事前座席指定が可能になっている[25]。

## コードシェア
- 日本航空
- マレーシア航空
- カタール航空[26]
- ヴァージン・アトランティック航空

- エールフランス

- KLMオランダ航空
- ターキッシュ・エアラインズ
- アメリカン航空
- ブリティッシュ・エアウェイズ
- デルタ航空